# SN 2009di
SN 2009di – supernowa typu Ic odkryta 21 marca 2009 roku w galaktyce A113657+4500. W momencie odkrycia miała maksymalną jasność 18,60m.